# ابوالفتح یافت‌آبادی
ابوالفتح یافت‌آبادی (زاده ۱۳۰۹ - درگذشته ۱۳۹۴) نظامی و وزنه‌بردار ایرانی بود، که در فاصله سالهای ۱۳۵۷ تا ۱۳۵۹ فرماندهی پدافند هوایی ارتش را برعهده داشت.

## زندگی‌نامه
ابوالفتح یافت‌آبادی فرزند مرتضی خان زند و برادر کوچک مصطفی یافت‌آبادی (از نخستین خلبانان نظامی ایران) در سال ۱۳۰۹ در شهر تهران زاده شد. وی از نوادگان صادق‌خان و کریم‌خان زندمی باشند. او در سال ۱۳۳۰ موفق به اخذ مدرک دیپلم شد و در سال ۱۳۳۳ از دانشکده افسری هوایی فارغ‌التحصیل و به درجه ستوان دومی مفتخر گردید. وی که به فعالیت‌های ورزشی علاقه بسیاری داشت در سال ۱۳۳۵ در هفدهمین دوره مسابقات وزنه‌برداری قهرمانی ایران موفق به اخذ مقام قهرمانی کشور شد. او موفق به دریافت مدال و لوح تقدیر از محمدرضا پهلوی، شاه وقت ایران گردید.
یافت‌آبادی در سال ۱۳۴۲ با طی دوره معلمی کنترل شکاری به ایستگاه رادار تبریز منتقل شد و در سال ۱۳۴۵ به عنوان معاون عملیات و فرمانده ایستگاه رادار مشهد انتخاب گردید و در سال ۱۳۴۸ به عنوان معاون و رئیس عملیات بابلسر مشغول به فعالیت شد. وی همچنین در سال ۱۳۵۰ سمت فرماندهی ایستگاه رادار شهر آباد را احراز کرد و سال بعد به عنوان فرمانده ایستگاه رادار تبریز منسوب شد. یافت‌آبادی در سال ۱۳۵۴ به کشور سوئیس رفت و نماینده نیروی هوایی ایران در کارخانه توپ اورلیکن بود. وی ۲ سال بعد به عنوان جانشین فرمانده منطقه دوم در همدان مشغول به فعالیت شد.
پس از وقوع انقلاب و در اولین سال‌های پس از انقلاب به پیشنهاد افسران نیروی هوایی، یافت‌آبادی از گزینه‌های اصلی جهت فرماندهی نیروی هوایی ارتش جمهوری اسلامی ایران به شمار می‌آمد، که وی با عدم پذیرش این سمت، فرماندهی پدافند هوایی را پذیرفت و عنوان ششمین فرمانده تاریخ پدافند هوایی ارتش و نخستین فرمانده پدافند هوایی ارتش جمهوری اسلامی ایران را به خود اختصاص داد. ابوالفتح یافت آبادی در سال ۱۳۵۹ بازنشسته و به درجه سرتیپی نایل آمد. 

## درگذشت
وی در ۱۲ خرداد ماه ۱۳۹۴ در سن ۸۴ سالگی در تهران درگذشت.